# Caroline (atol)
Caroline (také Beccisa nebo Millennium Island) je korály tvořený atol v Tichém oceánu. Patří k Liniovým ostrovům, které jsou součástí státu Kiribati. Od hlavního města Jižní Tarawy je vzdálen 4200 km. V roce 1606 ho objevil Pedro Fernandes de Queirós. V roce 1795 byl pojmenován podle dcery Philipa Stephense, prvního lorda britské Admirality. Atol navštěvovali Polynésané, kteří na něm vybudovali marae, pobývali zde také sběrači guána a kopry. Od roku 1991 je bez stálého lidského osídlení.
Lagunu obklopuje 39 ostrovů, které mají dohromady rozlohu 3,76 km². Nejvyšší bod leží šest metrů nad mořskou hladinou a ostrovům tak hrozí v dohledné době zaplavení.
Atol patří k ekosystémům, které jsou nejméně poznamenány lidskou činností. Místní populace kraba palmového patří k největším na světě. Hnízdí zde fregatka obecná a rybák černohřbetý.
V roce 1995 byla datová hranice posunuta tak, aby celý stát Kiribati byl západně od ní, ačkoliv celé Liniové ostrovy leží východně od ní. Caroline tak leží v časovém pásmu UTC+14:00, a protože je nejvýchodnějším ze všech ostrovů a atolů Kiribati, je prvním místem na Zemi, kde začíná nový den i nový rok. Uskutečnilo se zde velké vítání příchodu 21. století, které dalo místu alternativní název Millenium Island.